# Joie Chitwood
George Rice „Joie“ Chitwood (* 14. April 1912 in Denison, Texas; † 3. Januar 1988 in Tampa Bay Florida) war ein US-amerikanischer Automobilrennfahrer. Chitwood war indianischer Abstammung.

## Karriere
Joie Chitwood startete zwischen 1940 und 1950 sieben Mal bei den 500 Meilen von Indianapolis. Dabei erreichte er 1946, 1949 und 1950 jeweils einen fünften Platz. 1946 fuhr er allerdings nur rund ein Viertel der Distanz selbst, danach wurde er von Sam Hanks abgelöst. 1950 übernahm Tony Bettenhausen für 51 Runden das Steuer seines Wagens. Lediglich 1949 fuhr er das Rennen alleine zu Ende. Da 1950 das Rennen mit zur Fahrerweltmeisterschaft der Formel 1 zählte, steht für ihn auch ein Grand-Prix-Start zu Buche. 
Nach dem Ende seiner Motorsportkarriere gründete er in den 1950er-Jahren ein Automobil-Stunt-Unternehmen. Die „Joie Chitwood Thrill Show“ wurde in den USA rasch zu einer nationalen Institution und Chitwood konnte einige Rekorde als Stuntfahrer aufstellen. Am 3. Mai 1978 stellte er einen neuen Weltrekord auf, als er auf einem Chevrolet Chevette neun Kilometer auf zwei Rädern fuhr.
Auch in Hollywood war er als Stuntfahrer aktiv. Sein wichtigstes Engagement war seine Tätigkeit als Fahrer und Stuntkoordinator beim James-Bond-Film Leben und sterben lassen 1973.

## Statistik

### Indy-500-Ergebnisse
| Jahr | Startnr. | Start | Qual (km/h) | Ergebnis | Runden | Führung | Ausfall                     |
| ---- | -------- | ----- | ----------- | -------- | ------ | ------- | --------------------------- |
| 1940 | 42       | 26    | 195,920     | 15       | 190    | 0       |                             |
| 1941 | 25       | 27    | 193,619     | 14       | 177    | 0       |                             |
| 1946 | 24       | 12    | 192,798     | 252      | 51     | 0       | Übergabe an Hanks           |
| 1947 | 8        | 22    | 198,173     | 22       | 51     | 0       | Getriebe                    |
| 1948 | 55       | 10    | 200,522     | 3173     | 53     | 0       | Übergabe an Russo           |
| 1949 | 77       | 16    | 204,143     | 5        | 200    | 0       |                             |
| 1950 | 17       | 9     | 210,403     | 252      | 85     | 0       | Übergabe an T. Bettenhausen |

| Legende  | Legende            | Legende                                                          |
| Farbe    | Abkürzung          | Bedeutung                                                        |
| -------- | ------------------ | ---------------------------------------------------------------- |
| Gold     | –                  | Sieg                                                             |
| Silber   | –                  | 2. Platz                                                         |
| Bronze   | –                  | 3. Platz                                                         |
| Grün     | –                  | Platzierung in den Punkten                                       |
| Blau     | –                  | Klassifiziert außerhalb der Punkteränge                          |
| Violett  | DNF                | Rennen nicht beendet (did not finish)                            |
| Violett  | NC                 | nicht klassifiziert (not classified)                             |
| Rot      | DNQ                | nicht qualifiziert (did not qualify)                             |
| Rot      | DNPQ               | in Vorqualifikation gescheitert (did not pre-qualify)            |
| Schwarz  | DSQ                | disqualifiziert (disqualified)                                   |
| Weiß     | DNS                | nicht am Start (did not start)                                   |
| Weiß     | WD                 | zurückgezogen (withdrawn)                                        |
| Hellblau | PO                 | nur am Training teilgenommen (practiced only)                    |
| Hellblau | TD                 | Freitags-Testfahrer (test driver)                                |
| ohne     | DNP                | nicht am Training teilgenommen (did not practice)                |
| ohne     | INJ                | verletzt oder krank (injured)                                    |
| ohne     | EX                 | ausgeschlossen (excluded)                                        |
| ohne     | DNA                | nicht erschienen (did not arrive)                                |
| ohne     | C                  | Rennen abgesagt (cancelled)                                      |
| ohne     | keine WM-Teilnahme |                                                                  |
| sonstige | P/fett             | Pole-Position                                                    |
| sonstige | 1/2/3/4/5/6/7/8    | Punktplatzierung im Sprint-/Qualifikationsrennen                 |
| sonstige | SR/kursiv          | Schnellste Rennrunde                                             |
| sonstige | *                  | nicht im Ziel, aufgrund der zurückgelegten Distanz aber gewertet |
| sonstige | ()                 | Streichresultate                                                 |
| sonstige | unterstrichen      | Führender in der Gesamtwertung                                   |